# 趙仁本
趙 仁本（ちょう じんほん、生年不詳 - 671年）は、唐代の官僚・政治家。本貫は陝州河北県。

## 経歴
忻州刺史の趙玄極の子として生まれた。貞観年間、殿中侍御史に累進した。仁本は隋末の義寧年間以来に出された詔勅をみな手ずから記録してまとめており、事務にあたっていずれも暗記していたので、当時の人々は仁本の才能にひれ伏した。このころ同僚の御史たちは遠方の監察を敬遠して辞退していたが、仁本はあえて辞退しないことを治書侍御史の馬周に述べた。長安に帰還すると、その事務は太宗の意にかない、仁本は吏部員外郎に抜擢された。乾封2年（667年）、東台侍郎・同東西台三品（宰相）となった。ほどなく知政事（宰相）のまま、司列少掌伯（吏部侍郎）に転じた。許敬宗が右相となると、仁本はその請託を拒否して、許敬宗に憎まれた。咸亨元年（670年）、左粛機（尚書左丞）に任じられ、知政事を退任した。咸亨2年（671年）、在官のまま死去した。
曽孫に趙憬があった。

## 伝記資料
- 『旧唐書』巻81 列伝第31